# Wiarton (Ontario)
Wiarton est une municipalité du Comté de Bruce (Ontario) dans la péninsule de Bruce. Elle se situe à la pointe ouest de la baie de Colpoys, faisant partie elle-même de la baie Georgienne. Wiarton fait partie de la municipalité régionale de South Bruce Peninsula. La ville est connue pour le festival du Jour de la marmotte, le 2 février de chaque année, alors que Willie de Wiarton fait son apparition pour prédire quand arrivera la fin de l'hiver. Cet événement est couvert par les médias. 

## Histoire
Wiarton fut fondée en 1855 quand les terres environnantes furent acquises des Amérindiens et arpentées. Le village fut nommé selon la place de naissance de Sir Edmund Head, le Gouverneur général du Canada entre 1854 et 1861. Les premiers colons arrivèrent en 1866 et en 1868, le bureau de poste était construit. En 1880, Wiarton fut officiellement incorporé en tant que village avec une population de 750 personnes. En 1890, la population avait augmenté à 2 000 et elle a peu changé depuis, s'élevant à 2 300 en 2006.
Jusqu'en 1996, Wiarton le poste émetteur de la Garde côtière canadienne pour la Baie Georgienne et le nord du Lac Huron, donnant les conditions météorologiques et autres services. En 1999, Wiarton a été fusionné dans la municipalité régionale de South Bruce Peninsula et en 2009, un débat a eu cours pour changer le nom de la ville en Peninsula Shores sans succès.

## Économie
L'économie de Wiarton a été fondé sur l'exploitation forestière. La récolte et la coupe des arbres ont fait vivre la ville jusqu'à l'épuisement des forêts du secteur. La pêche commerciale l'a remplacé et en 1906, grâce à un permis de pisciculture, les stocks se sont maintenus durant plusieurs années. La pêche a connu son sommet au début du XXe siècle, mais l'arrivée de la lamproie après l'ouverture du canal Welland en 1921 lui donna un dur coup. En 1932, la combinaison de la prédation par la lamproie et la Grande Dépression ont donné le coup de mort à l'industrie.
En 1881, le train fit son arrivée à Wiarton grâce à la compagnie Grand Tronc. La ville devint le terminus sur la péninsule de Bruce aidant l'activité de transbordement dans son port. Le dernier train de passagers quitta en 1957, à cause de la concurrence de l'automobile. Les trains de marchandise cessèrent en 1968 et la voie ferrée fut enlevée par la suite.
L'industrie du tourisme est devenu très importante dans la seconde moitié du XXe siècle. Le Festival du jour de la marmotte, les villégiateurs et la marina donnent des revenus importants à la ville. La piste de randonnée pédestre « Bruce Trail », la plus ancienne et la plus longue du genre en Ontario, longe l'escarpement du Niagara et passe en ville.